# Al-Rumaikiyya
Al-Rumaikiyya, född 1046, död 1091, var en al-andalusisk diktare, gift med Abbadidernas emir Al-Mu'tamid ibn Abbad av Sevilla. 
Hon var slav till boskapsägaren Jachach i Sevilla, som lät henne valla hans boskap till marknaden. Kronprins Al-Mu'tamid ibn Abbad lade märke till henne och köpte henne, och hon kom att bli favorithustrun i hans harem. Han beskrivs som djupt förälskad i henne, och hon utövade ett inflytande som väckte ogillande hos hennes svärfar emiren. Paret fick sex söner och en dotter; hon blev bland annat svärmor till den berömda Zaida av Sevilla.
När hennes make besteg tronen 1069 övergick det stora inflytande hon hade över sin man även i inflytande över politiken. Hon blev en erkänd och uppskattad poet, och är berömd för sitt bidrag till de dikter hon och hennes man skrev till varandra, då de uttryckte sin kärlek för varandra. Hennes inflytande över politiken väckte en del ogillande. Likt andra kungliga haremshustrur gjorde hon donationer och finansierade välgörenhet och byggnadsprojekt från inifrån haremet: bland annat är det känt att hon bekostade uppförandet av tornet till Sevillas moské. 
År 1091 störtades och dödades hennes man av Yusuf ibn Tashfin och hennes äldre söner dog i strid. Hon och hennes yngre barn fördes i fångenskap till fortet i  Aghmat, där hon snart avled, medan hennes efterlämnade barn såldes som slavar. 